# District de Tứ Kỳ
Tu Ky (vietnamien : Tứ Kỳ) est un district de la  Province de Hải Dương dans la région du delta du Fleuve Rouge au Vietnam.

## Géographie
Sa superficie est de 170,03 km2. En 2008 sa population était de 168 790 habitants.